# تشارلز ديلون
تشارلز ديلون (بالإنجليزية: Charles Dillon)‏ هو لاعب كرة قدم أمريكية أمريكي، ولد في 30 يناير 1986 في فينتورا في الولايات المتحدة.